# Sjeverni Jutland
Sjeverni Jutland je danska regija nastala 2007. od bivšeg okruga Nordjylland, te dijela okruga Viborg i Århus. Obuhvaća sjeverni dio poluotoka Jutlanda i drugi po veličini danski otok Vendsyssel-Thy odvojen od kopna uskim kanalom Limfjord. Vendsyssel-Thy je do 1825. bio spojen s kopnom, a tada je nakon velike poplave more probilo kopnenu barijeru te je sjever Jutlanda postao otok. Rt Skagen je najsjeverniji rt Danske.
Reljef je nizinski. Postoje morene (materijal preostao nakon otapanja ledenjaka nakon ledenog doba). Tlo je često pjeskovito i u njemu postoje dine koje privlače turiste. Thy (zapadni dio otoka Vendsyssel-Thy) je prvi danski nacionalni park proglašen 2007.
Najveći i glavni grad je Aalborg (četvrti danski grad po veličini i značajan industrijski centar). Ostali veći gradovi su Frederikshavn, Hjørring i Thisted.

## Općine
- Aalborg
- Brønderslev
- Frederikshavn
- Hjørring
- Jammerbugt
- Læsø
- Mariagerfjord
- Morsø
- Rebild
- Thisted
- Vesthimmerland